# Василевка (Великописаревский район)
Василевка (укр. Василівка, до 2016 г. — Владимировка) — село,
Высшевеселовский сельский совет,
Великописаревский район,
Сумская область,
Украина.
Код КОАТУУ — 5921280802. Население по переписи 2001 года составляло 246 человек.

## Географическое положение
Село Василевка находится между реками Ахтырка и Весёлая (3 км).
Рядом пролегает автотрасса Т-2106.

## Экономика
- Молочно-товарная ферма.

## Объекты социальной сферы
- Клуб.